# ラズ人

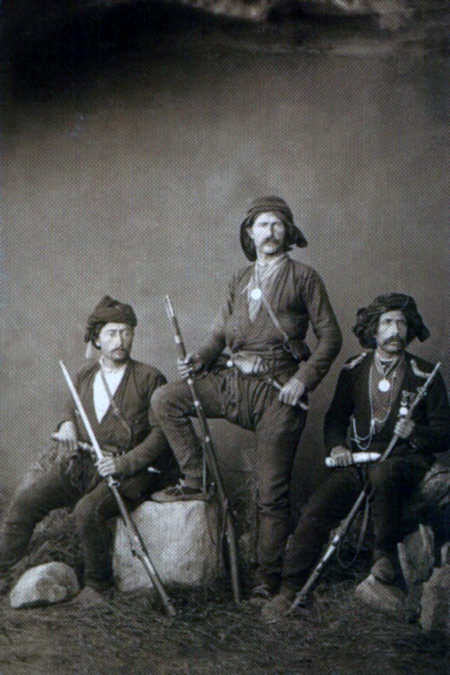
ラズ人（1900年頃）

ラズ人（ラズじん、ラズ語: ლაზი）とは、トルコ東部から南コーカサスのジョージアの国境近くに居住する民族である。

## 概要
トルコのリゼからジョージアのバトゥミに至る黒海沿岸付近に居住し、ラズ語を話す人々であり、トルコ国内に居住する数多く（一説には70近く）の少数民族のうちの一集団とされる。
ジョージアの多数民族であり、ラズ語と同じカルトヴェリ語族に属するグルジア語（カルトリ語）を母語とするカルトヴェリ人とは支族の関係に当たるとみなされている。ただし、カルトヴェリ人の大多数が主にキリスト教（グルジア正教会）を信仰するのに対し、ラズ人は主にイスラム教を信仰している。